# Morteaux-Coulibœuf
Morteaux-Coulibœuf je naselje in občina v severozahodnem francoskem departmaju Calvados regije Spodnje Normandije. Leta 2006 je naselje imelo 507 prebivalcev.

## Geografija
Kraj se nahaja v pokrajini Normandiji ob reki Dives in njenem levem pritoku Ante, 42 km jugovzhodno od središča regije Caena.

## Uprava
Morteaux-Coulibœuf je sedež istoimenskega kantona, v katerega so poleg njegove vključene še občine Barou-en-Auge, Beaumais, Bernières-d'Ailly, Courcy, Crocy, Épaney, Ernes, Fourches, Jort, Louvagny, Le Marais-la-Chapelle, Les Moutiers-en-Auge, Norrey-en-Auge, Olendon, Perrières, Sassy, Vendeuvre, Vicques in Vignats s 4.619 prebivalci.
Kanton Morteaux-Coulibœuf je sestavni del okrožja Caen.
1. ↑  »Populations légales 2016«. Nacionalni inštitut za statistične in gospodarske raziskave. Pridobljeno 25. aprila 2019.